# Шохат, Авраам
Авраам (Ба́йга) Шохат (ивр. אברהם בייגה שוחט‎; 14 июня 1936, Тель-Авив — 28 февраля 2024, Тель-Авив) — израильский инженер-строитель и государственный деятель, принадлежащий к лагерю сионистов-социалистов. Глава местного совета Арада, депутат кнессета шести созывов от блока «Маарах», партии Труда и блока «Единый Израиль», министр финансов (дважды) и министр иностранной инфраструктуры Израиля.

## Биография
Авраам Шохат родился в Тель-Авиве в июне 1936 года, став единственным сыном в семье выходцев с Украины и из Польши. Его отец Цви Шохат был строительным подрядчиком, фирма которого стала частью концерна «Солель Боне». Прозвище «Байга» (от идишского «Фейгале» — «птенчик») Авраам получил ещё в детстве.
Проходил военную службу в десантных частях «Нахаль», выйдя в запас в звании ефрейтора. Затем получил в хайфском Технионе степень бакалавра по гражданскому строительству. Когда началось строительство города развития Арад, Шохат принял в нём активное участие и был избран в первый совет его жителей, а в 1967 году в возрасте 31 года стал председателем его местного совета, возглавив в нём фракцию «Маарах». После этого Шохат становился мэром Арада ещё трижды, в последний раз — в 1983 году, когда его список получил 88 % голосов избирателей. Оба родителя Авраама Шохата умерли и похоронены в Араде.
В мае 1988 года Шохат стал депутатом кнессета 11-го созыва, сменив в израильском парламенте Аарона Хареля. В дальнейшем он избирался в кнессет пять раз подряд от «Маараха», партии Труда и блока Эхуда Барака «Единый Израиль». В кнессете 12-го созыва Шохат возглавлял комиссию по экономике и финансовую комиссию, а при формировании в 1992 году правительства Ицхака Рабина получил портфель министра финансов. Шохат оставался министром финансов четыре года; за это время в Израиле были созданы 400 тысяч новых рабочих мест, уровень безработицы в стране снизился с 11,6 % до 6,5 %, а бюджет просвещения вырос на 70 %. В опросе 1995 года Шохат как министр финансов получил 70-процентную поддержку со стороны населения. Одновременно увеличился бюджетный дефицит, чрезмерно выросли зарплаты в государственном секторе, а дешёвые импортные товары затопили внутренний рынок В дальнейшем деятельность Шохата на посту министра оценивалась в зависимости от политических взглядов авторов оценки. Если в левосионистских кругах его называют одним из самых успешных министров финансов в истории страны, то представители правых партий (включая Бинямина Нетаньяху в конце 90-х годов) обвиняли его в создании экономического пузыря. Негативно о финансовой ситуации в Израиле в конце работы Шохата на посту министерства финансов отзывался и ведущий экономический обозреватель «Едиот Ахронот» Север Плоцкер.
Второй раз Шохат был назначен на пост министра финансов в правительстве Эхуда Барака в 1999 году. В этом качестве он затруднялся найти общий язык с президентом Банка Израиля Яаковом Френкелем, консервативную монетарную политику которого до этого поддерживал Нетаньяху. Шохат и Барак считали, что поддерживаемая Френкелем высокая процентная ставка, успешно сдерживавшая инфляцию, одновременно тормозит экономическое развитие Израиля, и тот был вынужден уйти в отставку в начале 2000 года. Во второй половине 2000 года Шохат получил в дополнение к должности министра финансов ещё один экономический портфель — министра национальной инфраструктуры, однако кабинет Барака вскоре после этого потерял власть.
Осенью 2005 года Авраам Шохат объявил о намерении завершить политическую карьеру. Он отложил свою отставку с поста депутата кнессета на несколько месяцев, чтобы воспрепятствовать изменению баланса в комиссии по назначению судей: в случае его отставки министр юстиции Ципи Ливни могла бы назначить в комиссию депутата из правого лагеря и обеспечить в ней большинство в поддержку избрания профессора Рут Габизон судьёй Верховного суда Израиля. В итоге работа Шохата в кнессете завершилась 11 января 2006 года.
После завершения политической карьеры Шохат стал членом совета директоров ряд крупных израильских предприятий (Банк Мизрахи, «Кимикалим ле-Исраэль» и др.) В 2006 году он был назначен председателем общественной комиссии по состоянию высшего образования в Израиле. В 2007 году в отчёте комиссии был предложен ряд мер по предотвращению «утечки мозгов» из Израиля, в том числе существенное увеличение финансирования израильских вузов — большей частью из бюджета и частично за счёт повышения платы за обучение. Правительство Израиля, однако, отказалось увеличить расходы на высшее образование в объёме, предлагавшемся в отчёте.
Авраам Шохат проживал в Тель-Авиве, где в 2009 году получил звание почётного гражданина. От жены Тамы (дочери премьер-министра Леви Эшколя, скончавшейся в 2022 году) у него было трое детей. Умер 28 февраля 2024 года в медицинском центре «Ихилов» (Тель-Авив) в возрасте 87 лет.